# Гірське (Роздільнянський район)
Гірське́ — село в Україні, у Великомихайлівській селищній громаді Роздільнянського району Одеської області. Населення становить 214 осіб.
До 17 липня 2020 року було підпорядковане Великомихайлівському району, який був ліквідований

## Населення
Згідно з переписом 1989 року населення села становило 198 осіб, з яких 75 чоловіків та 123 жінки.
За переписом населення 2001 року в селі мешкало 211 осіб.

### Мова
Розподіл населення за рідною мовою за даними перепису 2001 року:
| Мова       | Відсоток |
| ---------- | -------- |
| українська | 92,99 %  |
| російська  | 3,74 %   |
| білоруська | 1,87 %   |
| молдовська | 0,93 %   |
| гагаузька  | 0,47 %   |